# Pinatoxina
Les pinatoxines són toxines produïdes per dinoflagel·lats com Vulcanodinium rugosum. Aquestes toxines van ser descobertes l'any 1995 en alguns mariscs com Pinna sp. i poden causar intoxicacions en els éssers humans perquè es poden acumular en aquests animals marins destinats per al consum. Les pinatoxines són estructures semblants als espirolides, que són produïts per dinoflagel·lats com Alexandrium ostenfeldii.
No hi ha coneixement sobre el seu metabolisme i detoxificaciò, per la qual cosa són perilloses.

## Propietats biològiques
Les pinatoxines són toxines marines que s'acumulen en el marisc destinat al consum. Són toxines d'acció ràpida que formen part de les neurotoxines d'acció ràpida, és a dir, són capaces de matar un ratolí en menys d'una hora quan se li administra una injecció intraperitoneal. S'ha observat que les pinatoxines F i G presenten toxicitat quan entren als organismes per via oral, però el seu efecte és menor que quan s'adiministra la injecció intraperitoneal. La pinatoxina D ha mostrat una citotoxicitat significativa contra la línia cel·lular leucèmica p338.
Les pinatoxines són antagonistes dels receptors nicotínics d'acetilcolina. S'han aïllat del dinoflagel·lat Vulcanodinium rugosum que és capaç de produir les pinatoxines E i F. Estan estretament relacionades amb les pteriatoxines i les espirolides.
Totes les pinatoxines tenen una estructura comuna de dos anells amb un àtom en comú i una imina. Totes les pinatoxines, excepte F i G, són molècules amfotèriques que existeixen com a zwitterions en solució a pH neutre. No es coneix el metabolisme i la detoxificació de les pinatoxines.

## Història
Les pinatoxines van ser descobertes l'any 1995, després d'una gran intoxicació per la ingesta de Pinna attenuata a la Xina l'any 1990. Entre 1995 i 2001, cientifics japonesos es van dedicar a la ideniticació de les pinatoxines i les pteriatoxines.
L'estereoquímica de la pinatoxina A va ser establerta l'any 1998 pel grup Kishi al completar la seva via de síntesis. El 2010 es van aconseguir aïllar les pinatoxines E, F i G de els glàndules digestives de Pinna bicolor.

## Efectes
Les pinatoxines estan associades als afloraments d'algues i la toxicitat dels mol·luscs. Se sap que actuen com neurotoxines en els mariscs com Pinna sp. en les unions neuromusculars i en el sistema nerviós central.
Quan s'administren per via intraperitoneal o oral als ratolins, totes les pinatoxines que es produeixen naturalment indueixen una letalitat ràpida associada a símptomes neurològics centrals a més de paràlisi flàccida. Aquests efectes poden associar-se al bloqueig o inhibició central i perifèric dels receptors nicotínics d'acetilcolina.
Tanmateix, encara no s'ha pogut relacionar l'efecte de les pinatoxines en humans.

## Classificació
Les pinatoxines són ficotoxines macrocícliques amb imina (doble enllaç entre un àtom de carboni i un de nitrogen). S'agrupen segons el grup imino que funciona com un nucli comú responsable de la neurotoxicitat aguda en ratolins.
| Classe       | Fórmula molecular | Pes molecular (g·mol–1) | Dosi letal en ratolins (μg⋅kg–1) | Any i lloc d'aïllament               | Localització                           | Espècie de bivalva d'on s'ha extret |
| ------------ | ----------------- | ----------------------- | -------------------------------- | ------------------------------------ | -------------------------------------- | ----------------------------------- |
| Pinatoxina A | C41H61NO9         | 711,937                 | 180                              | 1995, Okinawa                        | Japó, Nova Zelanda, Austràlia, Noruega | Pinna muricata i Pinna attenuata    |
| Pinatoxina B | C42H64N₂O9        | 740,979                 | 22                               | 1996                                 | Japó                                   | Pinna muricata                      |
| Pinatoxina C | C42H64N₂O9        | 740,979                 | 22                               | 1996                                 | Japó                                   | Pinna muricata                      |
| Pinatoxina D | C45H67NO10        | 782,028                 | 400                              | 1996                                 | Japó, Austràlia, Nova Zelanda          | Pinna spp.                          |
| Pinatoxina E | C45H69NO10        | 784,044                 | 57                               | 2010, sud d'Austràlia i Nova Zelanda | Nova Zelanda, Austràlia, Illes Cook    | Pinna bicolor                       |
| Pinatoxina F | C45H67NO9         | 766,029                 | 13                               | 2010, sud d'Austràlia i Nova Zelanda | Nova Zelanda, Austràlia, Noruega       | Pinna bicolor                       |
| Pinatoxina G | C42H63NO₇         | 693,966                 | 48                               | 2010, sud d'Austràlia i Nova Zelanda | Nova Zelanda, Austràlia, Noruega       | Pinna bicolor                       |
| Pinatoxina H | C43H65NO₇         | 707,993                 | 67                               | 2014, Xina                           | -                                      | -                                   |

### Pinatoxina A

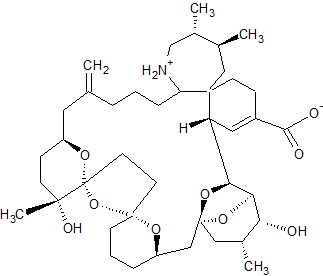
Estructura química de la pinatoxina A.

És una pinatoxina responsable d'un brot causat per l'enverinament de mol·luscs a la Xina i el Japó, encara que no hi ha una evidència directa de què aquestes toxines siguin responsables de l'enverinament d'aliments a la Xina. S'ha aïllat dels músculs de Pinna attenuata i és un activador del canal de l'ió calci (Ca2+).
La pinatoxina A actua ràpidament donant lloc a l'inici dels símptomes de l'intoxicació (hiperactivitat, disminució de la taxa respiratòria, respiració abdominal prominent) i seguidament la mort en ratolins, amb una dosi de 180 μg/kg. També s'ha vist que té algun efecte en els receptors nicotínics d'acetilcolina en les unions neuromusculars i al sistema nerviós central.

### Pinatoxines B i C
S'han trobat les pinatoxines B i C en Pinna muricata, encara que no s'han pogut separar una de l'altra. Aquestes dues pinatoxines són les més potents obtingudes de les bivalves P. muricata d'Okinawa. Una dosi de 22 μg⋅kg–1 d'una mescla de les pinatoxines B i C ja resulta mortal pels ratolins en només una hora.

### Pinatoxines E, F i G
Es van aïllar de les glàndules digestives de l'ostra Pinna bicolor l'any 2010. Aquesta bivalva va ser recollida al sud d'Austràlia i a Nova Zelanda. El dinoflagel·lat Vulcanodinium rugosum s'ha identificat com el responsable de la producció de les pinatoxines E, F i G a Nova Zelanda, Austràlia, Japó i França.
Les pinatoxines E i F han estat identificades a mariscs de Nova Zelanda i l'any 2010 es va aïllar un dinoflagel·lat del sud d'Austràlia i el Japó que produeix pinatoxines F i G.
Malgrat la diferència en el rang de potència, s'ha vist que tan in vitro com in vivo la pinatoxina F és més potent que la pinatoxina E. També s'ha vist que la pinatoxina F continua éssent altament tòxica inclús quan s'administra per via oral. La pinatoxina E és molt menys tòxica quan s'administra oralment que quan s'injecta intraperitonealment. Això pot atribuir-se a que hi ha menys absorció degut a l'obertura de l'anell de lactona, que dona lloc a un àcid carboxílic més hidrofílic. L'única diferència estructural entre aquestes dues és que a la pinatoxina F hi ha un anell de lactona que en la pinatoxina E es troba obert i hidrolitzat. Aquest anell de lactona és fàcilment hidrolitzable quan es troba en condicions bàsiques.
La pinatoxina G en bivalves és convertida a les pinatoxines A, B i C i a les periatoxines A, B i C. La pinatoxina F probablement és convertida a les pinatoxines D i E. La pinatoxina G s'ha trobat a varies localitats de la costa de Noruega i en diverses mostres de marisc en quantitats majors a 115 μg/kg.
S'ha confirmat que Vulcanodinium rugosum és l'alga productora de pinatoxina G, amb 4,7 pg/cèl·lula. Encara es necessita una descripció completa de l'ecologia d'aquest organisme i de l'acumulació de pinatoxines en musclos, ja que en alguns casos hi ha hagut absència d'aquesta alga a la columna d'aigua durant períodes de contaminació de marisc.
L'alta toxicitat que presenta en ratolins ha fet que es classifiquès com una toxina d'acció ràpida. Malgrat això, el seu perill sobre la salut humana no ha estat demostrat. La potència de la pinatoxina G es troba entre la F (més potent) i la E (menys potent). La pinatoxina G és al voltant de 8 cops menys potent quan els ratolins la consumeixen que quan és injectada. La toxicitat oral és deguda a l'elevada permeabilitat de l'epiteli intestinal enfront de les amines cícliques. Encara que no s'han relacionat les toxines imines cícliques amb incidents d'intoxicació humana, és important entendre els mecanismes de toxicitat que tenen les toxines naturals presents en aliments.

### Pinatoxina H
Ha estat aïllada del dinoflagel·lat Vulcanodinium rugosum trobat al mar del sud de la Xina. S'ha vist que té la mateixa estructura macrocíclica i els mateixos substituents que les pinatoxines D, E i F. La cadena lateral de l'anell ciclohexenil és un grup etenil, igual que en la pinatoxina G.
La soca de V. rugosum que es va analitzar produïa només la pinatoxina H, cosa que pot indicar que les pinatoxines produïdes varien entre soques. La seva toxicitat aguda en ratolins amb injecció intraperitoneal es produeix amb una dosi de 67 μg/kg.

## Toxicologia
En un principi es pensava que el mode d'acció de les pinatoxines involucrava l'activació de canal de calci. Però recentment s'han realitzat experiments que demostren que les pinatoxines afecten els receptors nicotínics d'acetilcolina de la unió neuromuscular i del sistema nerviós central.
Les pinatoxines afecten al receptor nicotínic d'acetilcolina α7 i al receptor nicotínic d'acetilcolina α4β2 (ambdós són subtipus neuronal) dels humans. Les pinatoxines A, E, F i G no activen aquests receptors, de manera que no exerceixen el paper agonista que presenten l'acetilcolina o la nicotina; sinó que redueixen el pic de corrent elèctric generat per l'acetilcolina, és a dir, tenen un paper antagonista.
El receptor nicotínic d'acetilcolina (α1)₂βγδ (unió neuromuscular) de Torpedo Torpedo, també es veu afectat per aquestes toxines. Les pinatoxines E, F i G en concentracions nanomolars són capaces de bloquejar les contraccions musculars produïdes per l'estimulació nerviosa; això indica que impedeixen la interacció entre l'acetilcolina i els receptors nicotínics d'acetilcolina.
Actualment se sap que l'estructura cíclica de la imina present en la pinatoxina A és l'encarregada de bloquejar els diferents subtipus de receptors nicotínics d'acetilcolina. Aquest fet s'ha pogut demostrar mitjançant un experiment en el que es feia ús d'un anàleg de la pinatoxina A que presenta una forma acíclica de l'anell d'imina (pinatoxina AK). Es van realitzar assajos electrofisiològics i de competició d'unió amb els dos tipus de pinatoxina A, i es va veure que la pinatoxina AK era inactiva per als diferents subtipus de receptors nicotínics d'acetilcolina. Aquests resultats indiquen que la imina cíclica té un paper essencial en l'activitat de la pinatoxina A.